# Darron Gibson
Darron Thomas Daniel Gibson (Derry, Irlanda del Norte, 25 de octubre de 1987), más conocido como Darron Gibson, es un futbolista norirlandés que juega como centrocampista y se encuentra sin equipo tras abandonar el Salford City F. C. Ha sido internacional con la selección de la República de Irlanda. 

## Trayectoria
Comenzó su carrera como jugador de la Derry and District League así como del Institute F. C. Su trayectoria profesional se inició el 1 de julio de 2004, al unirse al Manchester United F. C. Sin embargo, su debut no fue sino hasta el 26 de septiembre de 2005 en un partido de la Football League Cup; jugando contra el Barnet F. C. en calidad de jugador substituto de Lee Martin. A pesar de haber hecho su debut, durante el resto de la temporada 2005-06, participó únicamente en partidos del equipo de reserva del club; haciendo nueve apariciones y dos anotaciones. En dicha temporada junto al equipo de reserva, ganó un triplete. En mayo de 2006 ganó el reconocimiento Jimmy Murphy Award que es entregado al mejor jugador joven del año. En la pretemporada de 2006-07, Gibson volvió a jugar nuevamente para el equipo principal del club. Así, jugó contra el Kaizer Chiefs FC como parte de los amistosos del tour de verano, así como contra el Celtic F. C. y el Preston North End como parte de los amistosos domésticos.
Al final del verano, Gibson fue cedido al Royal Antwerp FC por la primera mitad de la temporada 2006-07. Sus compañeros Danny Simpson, Jonny Evans y Fraizer Campbell también fueron cedidos como parte del acuerdo con el Royal Antwerp. A diferencia de Jonny Evans y Danny Simpson, Campbell y Gibson permanecieron en la segunda mitad de la temporada. En octubre de 2007 fue cedido durante tres meses al Wolverhampton Wanderers F. C.; extendiéndose posteriormente su cesión por la segunda mitad de la temporada 2007-08. Su debut, como jugador de los Wanderers, fue en un partido llevado a cabo el 20 de octubre de 2007 contra el Charlton Athletic F. C. Junto a los Wanderers, Gibson hizo veinticuatro apariciones y una anotación; la cual marcó contra el Burnley F. C. en un partido de la Championship, llevado a cabo el 8 de diciembre de 2007.
En el verano de 2008, Gibson regresó al Manchester United y participó en algunos partidos amistosos del club. Así, el 4 de agosto de 2008, anotó un gol contra el Peterborough United, en el partido amistoso realizado en honor al exjugador Barry Fry. Su desempeño en este partido permitió que Sir Alex Ferguson considerará dejarlo jugar para el equipo principal durante la temporada 2008-09. De esta forma, Gibson no fue cedido nuevamente y permaneció en el club. Posteriormente, el 23 de septiembre de 2008, jugó en un partido contra el Middlesbrough F.C., como parte de la tercera ronda clasificatoria de la Football League Cup; sustituyendo a Rodrigo Possebon, quien resultó gravemente lesionado.

## Selección nacional
Darron Gibson perteneció inicialmente a la selección sub-16 de Irlanda del Norte, para la cual jugó varios partidos de la Victory Shield. Sin embargo, debido a las asistencias del jugador a las sesiones de entrenamiento del Manchester United, la selección norirlandesa dejó de incluirlo en su plantilla de jugadores. En consecuencia, Gibson aceptó integrarse posteriormente a la selección de la República de Irlanda.
Su decisión causó una disputa entre la Irish Football Association y la Football Association of Ireland, las cuales discutían la elegibilidad internacional de Gibson como jugador de la República de Irlanda. Nigel Worthington, entrenador de la selección de Irlanda del Norte, trató de convencerlo de cambiar su decisión, pero Gibson reafirmó sus deseos de permanecer donde estaba. Por ello, el caso fue llevado a discusión en la FIFA y en la Asamblea de Irlanda del Norte; donde también se discutieron los casos de Tony Kane, Michael O'Connor y Marc Wilson, que se encontraban en la misma situación. Finalmente, se concluyó que Gibson podría jugar para cualquiera de las selecciones, pero sin hacerlo simultáneamente. Con estas condiciones, Gibson pudo permanecer en la selección de Irlanda.
En la selección de la República de Irlanda, participó inicialmente en la categoría sub-17. Posteriormente, fue promovido a la categoría sub-19 para la temporada 2005-06, y después a la sub-21 para la temporada 2006-07. En ambas categorías de la selección nacional fue capitán del equipo. El 14 de noviembre de 2006 jugó para el equipo de reserva de la selección irlandesa, en un partido contra las reservas escocesas. En enero de 2007, Gibson fue incluido en la lista de jugadores que se enfrentarían contra la selección de San Marino, en un partido de las rondas clasificatorias de la Eurocopa 2008; integrándose así, por primera vez, en la plantilla principal de la selección. A mediados de marzo de 2007, se anunció la inclusión de Gibson para hacer su debut como jugador de la selección sub-21; llevándolo a cabo el 27 de marzo de 2007 en un partido amistoso contra la selección sub-21 de Países Bajos. Sin embargo, su debut internacional, como jugador de la plantilla principal, fue el 22 de agosto de 2007 en un partido amistoso contra la selección de Dinamarca, donde entró como jugador substituto de Andy Reid. El 8 de septiembre de 2007, nuevamente en la competencia clasificatoria de la Euro 2008, jugó un partido contra la selección eslovaca. En esta ocasión hizo su debut competitivo; entrando como jugador substituto de Aiden McGeady. Su primer partido competitivo, como jugador titular de la selección irlandesa, no fue sino hasta el 15 de octubre de 2008 en un partido contra la selección de Chipre, realizado como parte del torneo clasificatorio de la UEFA para la Copa Mundial de Fútbol de 2010. En dicho partido ocupó la posición de Andy Reid, quien estaba imposibilitado para jugar debido a una lesión.

## Clubes
| Club | País                          | Año                                                                   |
| --- | ----------------------------- | --------------------------------------------------------------------- |
| Manchester United F. C. Royal Antwerp F. C. (cedido) Wolverhampton Wanderers F. C. (cedido) Everton F. C. Sunderland A. F. C. Wigan Athletic F. C. Salford City F. C. | Inglaterra Bélgica Inglaterra | 2005-2012 2006-2007 2007-2008 2012-2017 2017-2018 2018-2019 2020-2021 |